# Ejercicios espirituales
Ejercicios espirituales de san Ignacio de Loyola es un libro espiritual de meditaciones, oraciones y ejercicios mentales (el libro está disponible en varios formatos) diseñado para ser realizados por un período de aproximadamente treinta días. Los Ejercicios han sido escritos con la intención de orientar a la persona hacia Dios en la fe católica. El mismo san Ignacio los define:

Por este nombre se entiende todo modo de examinar la conciencia, de meditar, de razonar, de contemplar; todo modo de preparar y disponer el alma, para quitar todas las afecciones desordenadas (apegos, egoísmos, ...) con el fin de buscar y hallar la voluntad divina.

## Historia de los Ejercicios espirituales

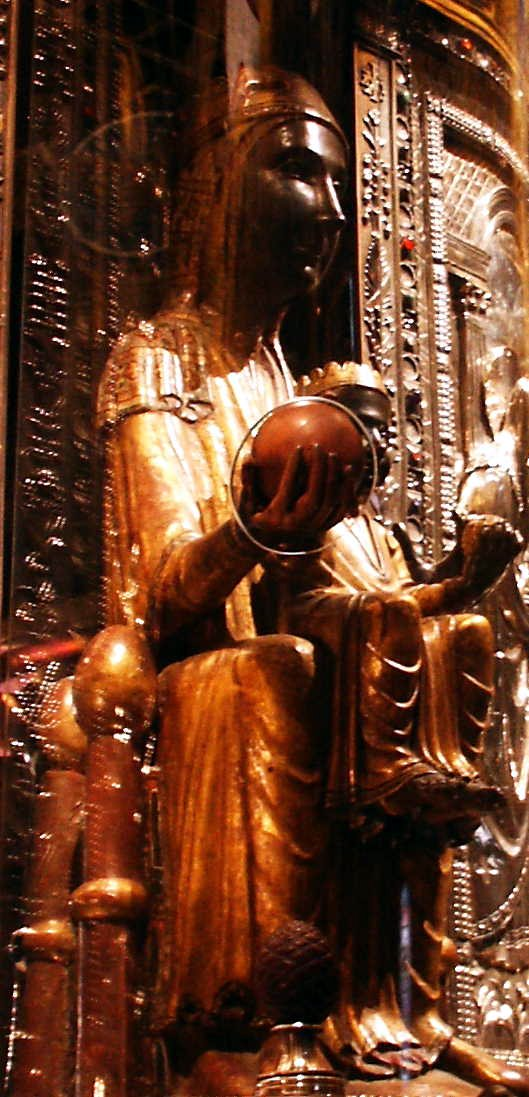
Virgen de Montserrat

San Ignacio tuvo que permanecer en reposo para recuperarse de las heridas que había recibido en la batalla de Pamplona en 1521. Durante este tiempo, leyendo vidas de santos, decide entregar su vida a Dios y empieza a tomar anotaciones de su oración donde colgó su espada ante la estatua de la Virgen de Montserrat. Esto constituye una primera redacción del libro de ejercicios espirituales. Posteriormente, se traslada a Manresa, donde sigue escribiendo mientras reza. Aunque el cuaderno no tiene un uso público, sino personal y privado, ya se forma en el libro una estructura completa de contenido.
Los monjes lo iniciaron en los ejercicios espirituales de García Jiménez de Cisneros, basados en gran parte en las enseñanzas de los Hermanos de la Vida Común, promotores de la "devotio moderna". Desde Montserrat partió hacia Barcelona, pero se desvió por la localidad de Manresa, donde finalmente permaneció varios meses, y continuó su convalecencia en un hospital local. Durante ese tiempo, descubrió la Imitación de Cristo de Tomás de Kempis, la joya de la corona de la "devotio moderna", que, sin embargo, dio poco fundamento a una espiritualidad apostólica, una omisión que Ignacio intentó suplir más tarde en sus Constituciones con su enfoque en el trabajo en la viña del Señor. También pasó gran parte de su tiempo rezando en una cueva cercana, donde practicó un ascetismo riguroso. Durante ese tiempo, Ignacio experimentó una serie de visiones, y formuló los fundamentos de sus Ejercicios espirituales. Más tarde, perfeccionaría y completaría los Ejercicios cuando era estudiante en París.

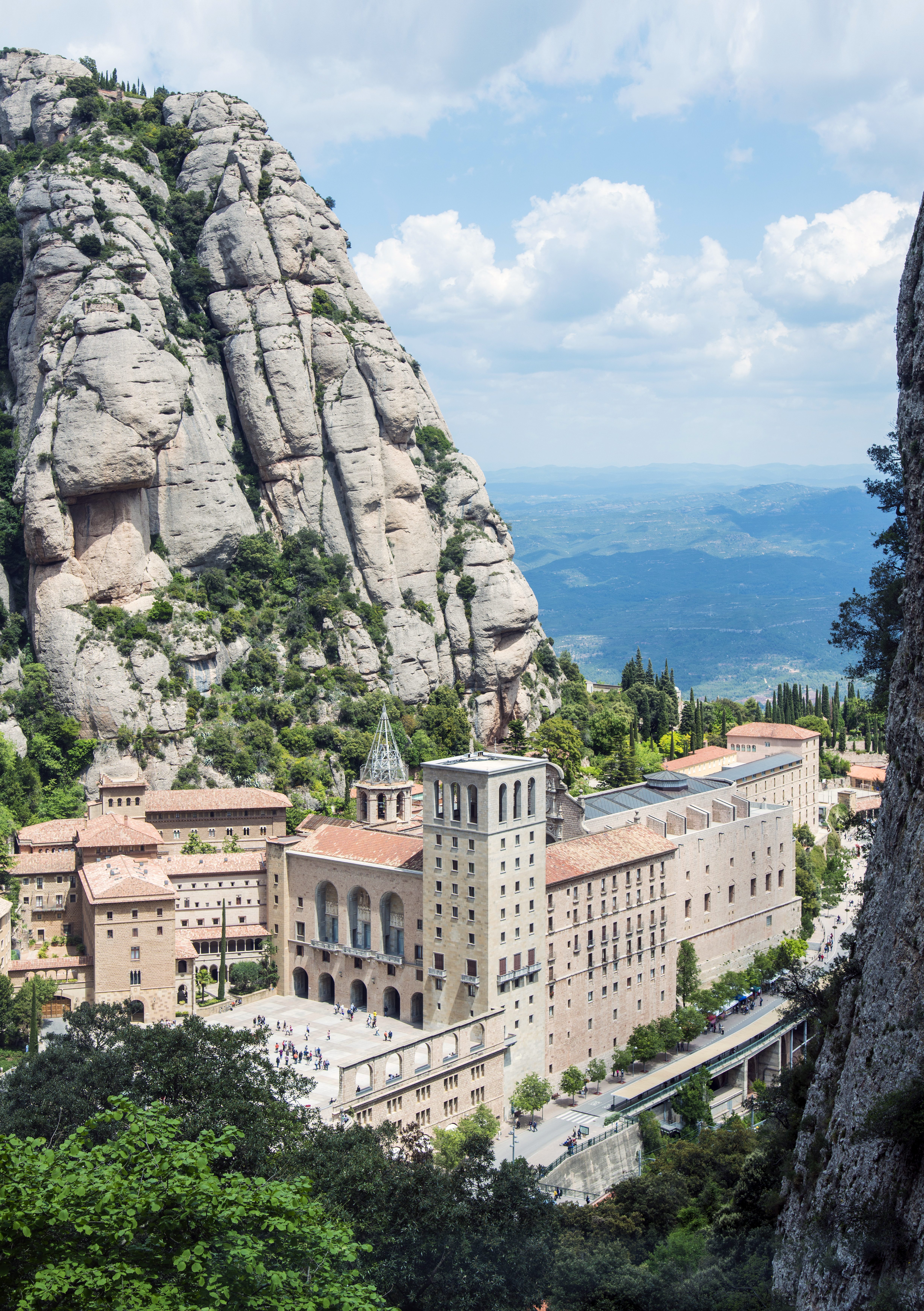
Abadía en Montserrat

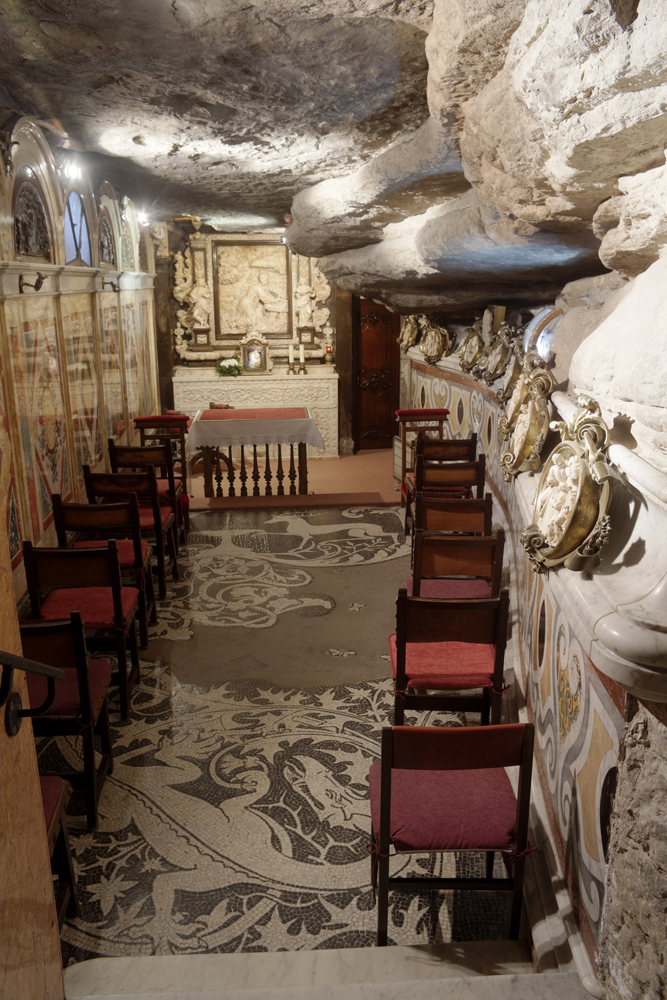
Capilla en la Cueva de San Ignacio en Manresa

Los Ejercicios espirituales de San Ignacio constituyen la piedra angular de la espiritualidad ignaciana: un modo de entender y vivir la propia relación con Dios en el mundo, tal como lo practican los miembros de la Compañía de Jesús (jesuitas). Aunque originalmente los diseñó para que tuvieran lugar en el marco de un retiro apartado, durante el cual los ejercitantes no se concentraran en nada más que en los Ejercicios, Ignacio también proporcionó un modelo en sus notas introductorias para completar los Ejercicios durante un período más largo sin necesidad de reclusión.: 19  Los Ejercicios estaban pensados para ser realizados con la guía de un director espiritual, pero nunca fueron pensados sólo para monjes o sacerdotes: Ignacio dio los Ejercicios durante 15 años antes de ser ordenado, y años antes de que se fundara la Compañía de Jesús. Los veía como un instrumento para provocar una conversión o un cambio de corazón, especialmente en la época de la Reforma en la que vivió. Después de que se formara la Compañía de Jesús, los Ejercicios se convirtieron en el componente central de su programa de formación. Suelen tener lugar durante el primer año de un noviciado de dos años y durante un último año de estudios espirituales tras la ordenación sacerdotal. Los Ejercicios también han influido en los fundadores de otras órdenes religiosas, y llegaron a ser centrales en su labor.
Ignacio consideraba que el  examen, o autorrevisión espiritual, era la forma más importante de continuar viviendo la experiencia de los Ejercicios después de su finalización.
En 1534, san Ignacio funda la Compañía de Jesús, cuyos aspirantes a miembros deben realizar los ejercicios espirituales por un período de treinta días. Posteriormente, se extendió su uso a los fieles laicos.

## Metodología típica
Los ejercicios fueron planteados para realizarse en un lugar de retiro apartado, durante el cual aquellos que los realicen  no tuviesen ningún tipo de distracción. Fueron diseñados también de manera que fuesen realizados bajo la dirección de un director espiritual (san Ignacio habla siempre de "el que da los ejercicios"). En la Compañía de Jesús, la etapa del  noviciado incluye la obligación de realizar los ejercicios.
Entre los ejercicios, las instrucciones diarias incluyen pláticas varias acerca de la naturaleza del mundo, psicología humana como la interpretaba Ignacio y la relación del hombre con Dios. Durante cada día de los ejercicios, un participante típico de los retiros podría leer dos o tres páginas de estas instrucciones, y luego meditar sobre su significado y cómo lo podría aplicar a su vida personal. Luego comenta a su director espiritual qué significado tuvieron para él/ella estas instrucciones.
Una característica importante de los ejercicios es la obligatoriedad de guardar silencio durante los mismos (al levantarse por la mañana, al vestirse, durante los alimentos, en los recesos, antes de dormir), exceptuando los momentos en que se discute la reflexión acerca de una conferencia o algún texto bíblico, de manera colectiva entre todos los asistentes. Las conversaciones privadas no son permitidas a menos que sean con el director espiritual, con pocas excepciones. El motivo de esta práctica de silencio es obligar a la persona a realizar una introspección de las experiencias que está viviendo en el ejercicio, para que las medite a profundidad. A la experiencia de vivir estos momentos de silencio en meditación continua también se les llama desiertos.
Aunque los ejercicios están diseñados para durar un mes, existen versiones más cortas de 3, 7 o 15 días destinadas a los católicos laicos u otras personas interesadas en hacer estos ejercicios. También existe la modalidad de los ejercicios espirituales en la vida cotidiana, también conocidos por los ejercicios en la vida corriente o en la vida diaria. Se diferencian en que permiten continuar con los compromisos de cada día reservando un tiempo diario para la oración.

## Estructura y método de los ejercicios

### Estructura
Los Ejercicios espirituales están divididos en cuatro semanas en las que se guarda silencio para impulsar un ambiente de oración. Cada semana se centra en un aspecto diferente.
- La primera semana está centrada en el Principio y fundamento, que versa sobre el motivo de la existencia de la propia persona y aquello en lo que reside su mayor plenitud. En esta semana se contempla la Creación como una obra de Dios realizada por amor.
- La segunda semana se centra en el llamado del Rey Eternal, que convoca a sus siervos a combatir a las fuerzas del mal junto a él. La oración de esta semana consiste en repasar la historia de la Salvación y contemplar en oración el Nacimiento de Cristo, viendo cómo la Santísima Trinidad desea y decide redimir al género humano.
- La tercera semana se centra en los pasajes del Evangelio correspondientes a la Pasión de Jesús. Durante toda la semana se meditan los diferentes pasajes de esta parte de la Biblia en que se va contemplando . En las reglas de esta semana, san Ignacio recomienda encarecidamente el ayuno como forma de asociarse el ejercitante a la Pasión de Cristo y para contemplar cómo se va completando el plan de Salvación de Dios.
- Por último, la cuarta semana expone, en primer lugar, la escena de Jesús resucitado apareciéndose a la Virgen María, su madre. Posteriormente ofrece varios pasajes de la vida de Jesús recogidas en el Evangelio para meditar a voluntad del ejercitante.

### Método ignaciano
En los ejercicios, san Ignacio propone la realización de varias prácticas durante la oración con el fin de que se pueda rezar de manera provechosa para el ejercitante.

En primer lugar, propone la formulación de una oración introductoria para rezar al principio de todos los momentos de oración que habrá durante el período de ejercicios. En esta oración se pide que todo el ser de la persona se oriente hacia Dios para que reciba en ese rato los dones que Dios quiere darle.
 46: Oración: La oración preparatoria es pedir gracia a Dios nuestro Señor, para que todas mis intenciones, acciones y operaciones se ordenen puramente al servicio y alabanza de su divina majestad.
También, durante los ratos de meditación, propone que el ejercitante realice una composición de lugar, de forma que imagine la escena que se le propone. Después de esto  se le pide que se meta dentro de la escena, de modo que sea participante activo en esa historia. Por último, se le propone un coloquio con Dios o con algún personaje destacado dentro de la meditación planteada. Por lo tanto, los ejercicios adquieren un formato de diálogo entre el ejercitante y Dios.
 Ignacio comunica y contrasta sus vivencias a los comienzos de su conversión en distintos modos de diálogos espirituales, y poco a poco empezará a proponer a otros su mismo modo de orar, naciendo así los Ejercicios, como fruto de su conversar en el Señor".

## Enseñanzas teológicas de los ejercicios

### Algunos aspectos históricos de los ejercicios
Las enseñanzas extraídas de los ejercicios aparentan reflejar las ideas católicas del siglo XVI, tiempo durante el cual fueron escritos. Estas enseñanzas incluyen apoyo a la Cruzadas, oraciones a María, absoluta obediencia a sus superiores, una motivación misionera muy profunda, un vehemente deseo de defender el cristianismo católico de las ideas de la Reforma Protestante y de la expansión imperialista de los árabes que amenazaban la existencia y la relevancia del catolicismo, que se encontraba asimismo en crisis.

### Punto de vista espiritual de los ejercicios
Los ejercicios están basados en las experiencias propias de su autor, especialmente en las vividas durante los diez meses en los que estuvo viviendo en Manresa como un eremita. Incluyen consideraciones acerca de la humildad, altruismo por el bien de la vida religiosa, reflexiones sobre la tendencia propia de caer en pecado, la visión de que el alma humana está continuamente guiada en dos direcciones: hacia la santidad y hacia el pecado.
Consistente con la teología católica, los ejercicios hacen numerosas referencias a la creencia que el propósito más alto del hombre es glorificar a Dios y no a sí mismo. Para este fin proveen de varias ilustraciones de cómo uno puede controlar el satisfacer los más 'bajos' deseos y a su vez, cómo se puede encontrar un medio para redirigir las propias energías hacia la realización del 'máximo' propósito de la vida.
El padre Leonardo Castellani, miembro de la Compañía de Jesús, escribía, hablando de los Ejercicios: 

Este cuaderno contiene las experiencias ascéticas de un soldado del Renacimiento, y su elaboración por él mismo, de un método y un training (entrenamiento) aplicable a todos. ¿Se ha reflexionado lo suficiente sobre la enorme paradoja que tal hecho involucra? El hecho es éste: una experiencia religiosa concreta, una conversión ha sido como desindividualizada y arquetipada, sin convertirse por eso ni en un rígido esqueleto ni en un fantasma abstracto.
Pienso que si los E.E. no existieran, parecerían imposibles. Si antes de San Ignacio hubiéramos presentado el proyecto a los teólogos y a los filósofos, se hubieran reído, o tal vez enojado –según el humor. Algunos los hubieran declarado imposibles: utópicos. Otros, los hubiesen tenido por heréticos: pelagianos. O se hubieran escandalizado ante la sola idea de una máquina de convertir, tal como el buen hermano Pedroche en su protesta a la Inquisición de Toledo.

## Aplicaciones modernas de los ejercicios
En la actualidad, los Ejercicios espirituales son todavía una parte integral del período de entrenamiento del noviciado de la orden religiosa de los miembros de la Compañía de Jesús. Además, muchos programas de trabajo jesuitas en todo el mundo ofrecen retiros al público en general en los cuales se emplean los ejercicios.
Aprovechando los beneficios de la tecnología se están implementando los llamados Ejercicios en la Vida Cotidiana, los cuales siguiendo el punto 19 de los Ejercicios de San Ignacio, se ofrecen para que la persona realice sus Ejercicios Espirituales por Internet o radio mientras sigue con su vida diaria.

## Ediciones
Una reseña de la historia de la publicación de los Ejercicios Espirituales puede encontrarse en el sitio web de Loyola Press. La primera edición impresa de los Ejercicios Espirituales se publicó en latín en 1548, tras recibir la aprobación papal del papa Pablo III. Sin embargo, los manuscritos de Ignacio estaban en castellano, por lo que esta primera edición fue en realidad una traducción, aunque se hizo en vida de Ignacio y con su aprobación. Muchas ediciones posteriores en latín y en varias otras lenguas se imprimieron pronto con textos muy diferentes.
El trabajo de archivo sobre el texto auténtico de los Ejercicios Espirituales se emprendió por iniciativa del Superior General de los jesuitas del siglo XIX Jan Roothaan, que publicó él mismo una traducción y notas a partir de los manuscritos originales de San Ignacio. La culminación de este trabajo fue una "edición crítica" de los Ejercicios publicada por la orden jesuita en 1919, en la serie Monumenta Historica Societatis Jesu. Una edición crítica de 1847 que incorpora los estudios de Roothaan puede encontrarse en línea. Un texto autorizado en español-latín, basado en la edición crítica, fue publicado en Turín por Marietti, en 1928. Fue editado por el editor de la edición crítica, e incluía convenientes números marginales para cada sección, que pueden encontrarse en todas las ediciones contemporáneas (y en línea en este artículo).
Una traducción inglés de Louis J. Puhl, S.J., publicada en 1951, ha sido ampliamente utilizada por jesuitas, directores espirituales, animadores de retiros y otros en el mundo de habla inglesa. Puhl tradujo directamente a partir de estudios basados en los manuscritos originales.